# 魔力麦克
是一部2012年上映的美国情色喜剧電影，由史蒂文·索德伯格执导，主演是查寧·塔圖、亞歷克斯·帕蒂弗、馬修·鮑默、喬·曼根尼羅和馬修·麥康納。本片根据查寧·塔圖18岁时在佛羅里達州的坦帕當脱衣舞男的经历改编而成，查寧·塔圖同时也是本片的编剧和制片人。
續集《巨揪舞壯士》於2015年7月1日上映，由喬治亞·布克斯執導。第三部《魔力麦克3：最后之舞》于2023年2月10日上映，由索德伯格回归执导。

## 剧情
歡迎來到「舞棍俱樂部」！俊俏性格的臉龐、堅實飽滿的肌肉以及充滿幹勁的激情演出，女人夢寐以求的完美情人都在這裡！19 歲的亞當（艾力克派帝佛 飾）被橄欖球校隊踢出來後落魄茫然，直到他遇見了「舞棍俱樂部」的台柱：傳奇舞男「魔力麥可」（查寧塔圖 飾）。陰錯陽差成為脱衣舞男的亞當，即將迎接金錢、女人、毒品等種種誘惑的衝擊；而彷彿在菜鳥身上看見自己從前的麥可，則要為自己的人生尋找脫光衣服之外的新方向。

## 演员
- 查寧·塔圖 飾 麥可 Michael "Magic Mike" Lane[2]
- 亞歷克斯·帕蒂弗 飾 亞當 Adam "The Kid"[2]
- 柯迪·霍恩（英语：Cody Horn） 飾 Brooke
- 馬修·麥康納 飾 Dallas[2]
- 馬修·鮑默 飾 Ken[3]
- 喬·曼根尼羅 飾 Big Dick Richie[4]
- 奧莉薇亞·孟恩 飾 Joanna
- 莫西婭·夢露（英语：Mircea Monroe） 飾 Ken的妻子
- 萊莉·基奧 飾 Nora[5]
- 加布里埃爾·伊格萊西亞斯 飾 Tobias[5]
- 溫蒂·麥莉登-康薇（英语：Wendi McLendon-Covey） 飾 Tara[5]
- 凱文·奈許 飾 Tarzan
- 貝斯蒂·布蘭特（英语：Betsy Brandt） 飾 Banker
- 亞當·羅德利葛茲（英语：Adam Rodriguez） 飾 Tito

## 制作
2011年9月在佛罗里达州的坦帕开拍，10月下旬杀青。

## 评价
本片在爛番茄網站上收获80%的高度好评。Entertainment Weekly：“这是一部能够让人屏住呼吸的作品，不仅仅是因为绚丽性感的舞蹈，还有一群值得耐人寻味的帅男。” Globe and Mail：“索德伯格是一个创造力强大的优秀导演，这部性感的歌舞电影，被他拍出了全新的感觉。” Detroit News：“钱宁又一次找到了适合自己的角色，这部为他量身定做的电影，进一步巩固了他的偶像地位。”

## 票房
美国首周末收获3915万美圆，次于《熊麻吉》名列第二。次周末收获1561万名列第五，累计7279万。